# 科隆市 (蘇利亞州)

科隆市（西班牙語：Municipio Colón），是委內瑞拉的一個市，位於該國西北部蘇利亞州，首府設於聖卡洛斯德爾蘇利亞，面積3,368平方公里，2001年人口107,821，人口密度每平方公里32.0人。